# خسوس کاندلاس
خسوس کاندلاس (انگلیسی: Jesús Candelas) سرمربی فوتسال اهل اسپانیا است که از سال ۲۰۱۳ و پس‌از علی صانعی، هدایت تیم ملی فوتسال ایران بر عهده گرفت. وی یک مقام دومی جام ملت‌های فوتسال آسیا (۲۰۱۴)، دو مقام سومی جام جهانی کوچک (۲۰۱۳ و ۲۰۱۴) و همچنین یک قهرمانی در بازی‌های آسیایی داخل سالن را با تیم ملی فوتسال ایران به‌دست آورده‌است.